# Lomaptera rufa
Lomaptera rufa är en skalbaggsart som beskrevs av Ernst Gustav Kraatz 1880. Lomaptera rufa ingår i släktet Lomaptera och familjen Cetoniidae. Inga underarter finns listade i Catalogue of Life.